# 山本知也
山本 知也（やまもと ともや、1983年2月19日 - ）は、日本の政治家。青森県むつ市長（1期）。元青森県議会議員（自由民主党、1期）。

## 来歴
青森県むつ市出身。青森県立田名部高等学校を経て、法政大学経営学部卒業。卒業後はむつ市役所に入り、教育委員会、財政課、総合戦略課、市長秘書を務める。

### 政界入り
2019年の青森県議会議員選挙に無所属で立候補し、初当選。のち、自民党会派に入った。
2023年むつ市長の宮下宗一郎が青森県知事選挙に出馬するため、市長を辞職。これに伴うむつ市の市長選挙に立候補し、元県議の菊池憲太郎を破って初当選を果たした。